# Venedi

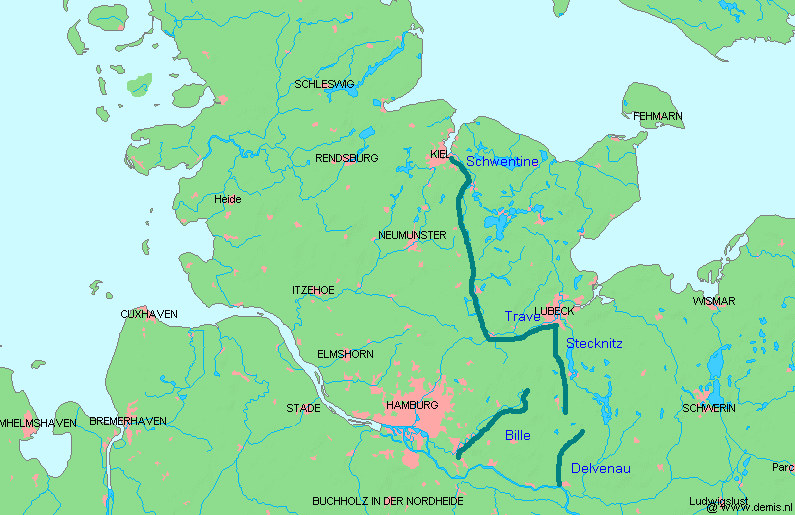
Limes Saxoniae

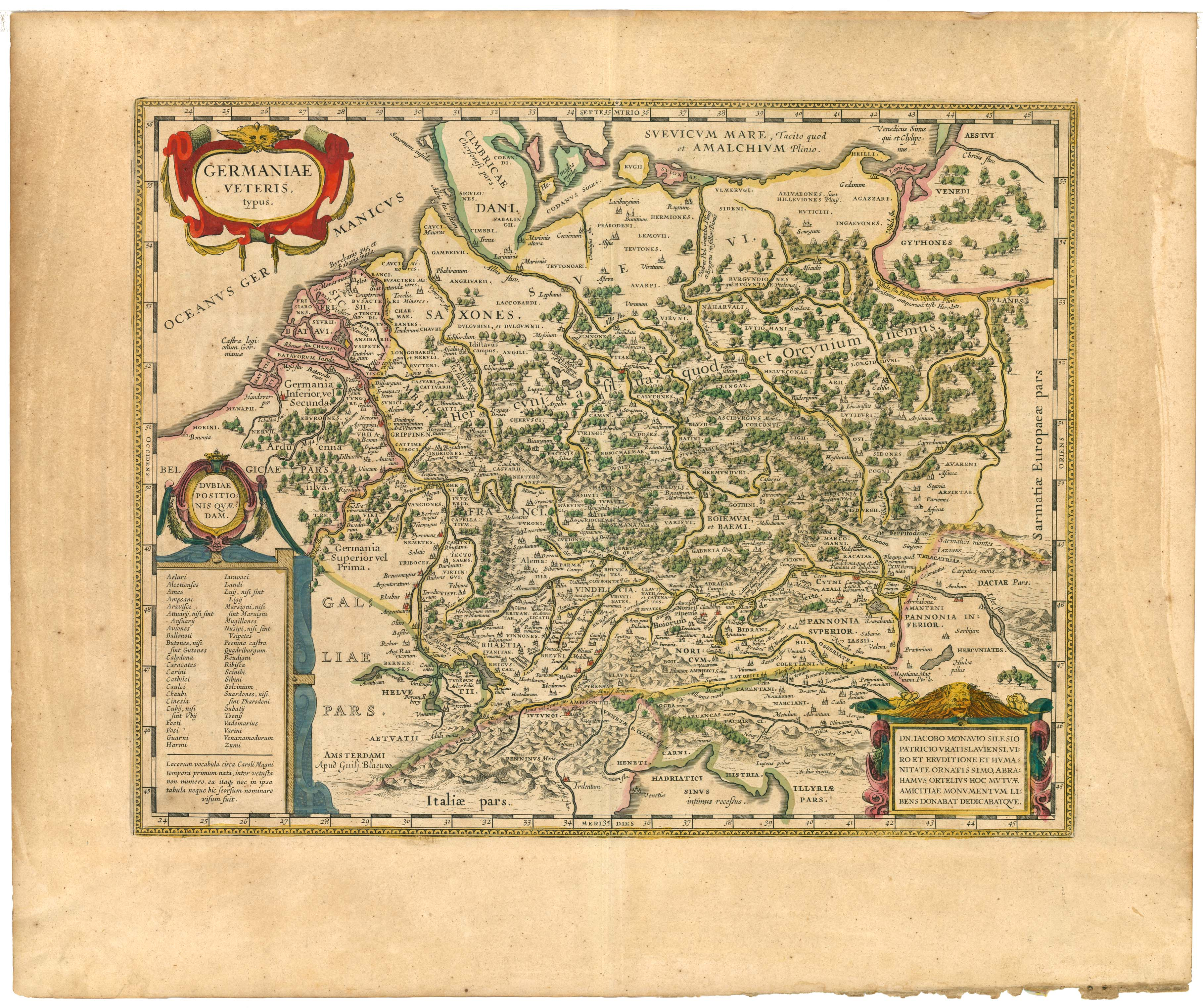
Carta Germaniae veteris typus con i Venedi indicati in alto a destra (Di Willem e Joan Blaeu, 1645)

I Venedi, o Vendi (in antico inglese Winedas, in antico norvegese Vindr, in tedesco Wenden e Winden, in inglese Wends o Wendish, in danese vendere, svedese vender), erano le popolazioni di slavi occidentali che confinavano con i Germani (tra le odierne Germania, Polonia e Boemia) o che vivevano entro i confini delle odierne Germania ed Austria, dove si erano stabiliti dopo il periodo delle invasioni. Tacito era incerto se assegnarli ai Germani o ai Sarmati.

## Storia
Non si trattava di popoli omogenei, ma di popolazioni, tribù e gruppi etnici diversi nel tempo. Si ritiene che i popoli germanici abbiano all'inizio indicato con il nome di Venedi, quelli della Vistola, per poi usarlo, invece, dopo il periodo delle invasioni barbariche, per i loro nuovi vicini orientali: gli Slavi. Per gli Scandinavi dell'età medievale, i Venedi erano gli Slavi della costa orientale del Mar Baltico, ma in seguito anche popoli come gli Obodriti, i Rani, i Veleti e le tribù della Pomerania. Per i Sassoni dell'area settentrionale del Sacro Romano Impero erano gli Slavi che vivevano a ovest del fiume Oder come i Polabi, i Sorbi e i Milceni. I Germani del sud, invece, definivano Venedi i popoli della Bavaria slava o gli Sloveni. Col tempo le terre dei Venedi furono progressivamente inglobate dalle popolazioni germaniche e gli unici due gruppi definiti Venedi rimasti sono i Sorbi della Lusazia (Germania orientale) e i Casciubi della Pomerania (Polonia settentrionale).
I territori di influenza slava vennero poi rotti da alcuni grandi eventi, quali la colonizzazione germanica del Danubio, la distruzione del regno avaro, l'immigrazione e lo stanziamento dei Magiari (di stirpe uralo-altaica). Nel 1169, durante il periodo delle Crociate del Nord, le forze danesi, guidate dal vescovo Absalon e da Re Valdemaro I, condussero una campagna contro i Venedi con l'obiettivo di porre fine alle loro incursioni e di convertirli al Cristianesimo: i danesi presero e distrussero la loro più importante roccaforte a Capo Arkona, distruggendo tra l'altro la statua del loro dio Svetovid. Successivamente riuscirono a vincere anche le residue resistenze, sconfiggendo e annettendo definitivamente tale popolazione.